# Rocky (cantante)
Park Min-hyuk (en hangul: 박민혁; Jinju, 25 de febrero de 1999), más conocido por su nombre artístico Rocky (en hangul, 라키), es un cantante y rapero surcoreano. Es el CEO de antes llamada One Fine Day Entertainment  ahora llamada  wonijin Entertainment y es exmiembro del grupo surcoreano Astro desde 2016 a 2023.

## Biografía
Rocky nació el 25 de febrero de 1999 en Jinju, provincia de Gyeongsang del Sur, Corea del Sur. Asistió y se graduó en Hanlim Multi Art School con un enfoque en Música Práctica.

## Carrera

### 2010–2015: Predebut
En 2010, en el quinto grado de la escuela primaria, Rocky participó en la audición del musical Billy Elliot. En el mismo año, se convirtió en aprendiz de Fantagio.
Rocky había sido concursante de Got Talent de Corea en 2011.
Rocky fue el primer aprendiz que se introdujo en el proyecto i-Teen, Lotte World Rising Start Concert.
Antes de su debut, Rocky junto con los otros 5 miembros de Astro protagonizaron una serie web To Be Continued.

### 2016–Presente: Debut con Astro y actividad en solitario
Rocky debutó como parte del grupo de chicos de seis miembros, Astro, el 23 de febrero de 2016, como bailarín y rapero del grupo.
El 24 de agosto de 2016, Rocky apareció en un episodio de Hit the Stage de Mnet donde interpretó a The Mask.
El 5 de noviembre de 2018, después de cuatro rondas de batalla en 1theK's Dance War, se reveló que Rocky era Purple23 y se ubicó en segundo lugar en la batalla de baile. El 30 de noviembre de 2018, Fantagio Music lanzó el sencillo digital "STAR", que es una colaboración entre Rocky y el cantautor Chawoo. "STAR" se incluyó más tarde en el FM201.8-11Hz que se lanzó el 13 de diciembre de 2018.
Durante el segundo concierto de Astroad to Seoul "Starlight" de Astro que se llevó a cabo del 22 al 23 de diciembre de 2018, Rocky interpretó su primera canción en solitario "Have a Good Day". Se incluyó en el DVD del concierto que se lanzó en junio de 2019.
En 2019, Rocky compuso una de las pistas del sexto EP de Astro, titulada "When the Wind Blows".
También fue uno de los compositores del sencillo especial del grupo "No I don’t", que se lanzó en junio de 2020.
Asimismo participó de la composición de la canción "When you call my name", la cual está incluida en el miniálbum "GATEWAY" de Astro.
El 24 de junio de 2020, se anunció que Rocky sería el MC en solitario del ídolo del programa chino Korean Wave Coming to Work (Pinyin: [爱 豆 上班 啦]).
El 29 de septiembre de 2020, se lanzó el primer OST de Rocky titulado "Shiny Blue" para la serie web Dok Go Bin Is Updating.
El 5 de abril de 2021, su composición titulada "Our Spring" fue lanzada como una pista en su segundo álbum de estudio completo "All Yours".
Apareció como un competidor llamado "Undutiful Child Cries" en MBC King of Mask Singer  en sus episodios 305 y 306 que se emitieron el 2 de mayo y el 9 de mayo de 2021 respectivamente.
El 23 de mayo de 2021, se lanzó el video musical de producción propia de Rocky para Our Spring. Rocky participó desde la recopilación de secuencias de vídeo en bruto hasta la posproducción del vídeo musical mencionado anteriormente.
Fue acreditado como compositor de "7Days Tension", un sencillo promocional del grupo de chicas Weeekly que fue lanzado el 28 de mayo de 2021 para la marca de gafas Davich.
En noviembre de 2021 se lanzó su web drama "Find me if you can" dónde actúa como Choi Jeong-sang uno de los protagonistas.
El 20 de agosto de 2022 ganó el premio a mejor actor por el drama The Broke Rookie Star en Seoul Web Fest. 
El 17 de septiembre debutó como Actor Musical para el papel D'Artagnam en la producción de "The Three Mosqueters" siendo uno de sus sueños desde pequeño.
El 5 de noviembre de 2022 ganó su segundo premio a mejor actor por el drama Broke Rookie Star en LA Web Fest.
El 28 de febrero de 2023 anunció su salida de Astro y la culminación de su contrato con Fantagio.
En agosto de 2023, creó su propia compañía de entretenimiento, One Fine Day Entertainment (en hangul: 원파인데이엔터테인먼트). One Fine Day también es el nombre del primer photobook de Astro.

## Discografía
Ver también Astro (grupo musical)

### Sencillos
| Título                               | Año  | Álbum                        |         |         |         |         |
| Título                               | Año  | Álbum                        | Artista | Artista | Artista | Artista |
| ------------------------------------ | ---- | ---------------------------- | ------- | ------- | ------- | ------- |
| "Have A Good Day" (좋은 하루 되세요) | 2019 | The 2nd ASTROAD to SEOUL DVD |         |         |         |         |
| Colaboraciones                       |      |                              |         |         |         |         |
| "Star" (별) (with Chawoo)            | 2018 | FM201.8-11Hz                 |         |         |         |         |
| Bandas sonoras                       |      |                              |         |         |         |         |
| "Shiny Blue" (내 마음은 하늘)        | 2020 | Dok Go Bin is Updating OST   |         |         |         |         |

### Composiciones
Todos los créditos se enumeran en la Asociación de derechos de autor de música de Corea a menos que se indique lo contrario.
| Título                                      | Año  | Artista                       | Álbum                                       | Lírica | Composición | Arreglos |
| ------------------------------------------- | ---- | ----------------------------- | ------------------------------------------- | ------ | ----------- | -------- |
| "Lonely"                                    | 2016 | Astro                         | Autumn Story                                | Yes    | No          | No       |
| "Confession" (고백)                         | 2016 | Astro                         | Autumn Story                                | Yes    | No          | No       |
| "Your Love" (사랑이)                        | 2016 | Astro                         | Autumn Story                                | Yes    | No          | No       |
| "Colored" (물들어)                          | 2016 | Astro                         | Autumn Story                                | Yes    | No          | No       |
| "Star" (별)                                 | 2016 | Astro                         | Autumn Story                                | Yes    | No          | No       |
| "Should've Held On" (붙잡았어야 해)         | 2017 | Astro                         | Winter Dream                                | Yes    | No          | No       |
| "Cotton Candy"                              | 2017 | Astro                         | Winter Dream                                | Yes    | No          | No       |
| "You & Me"                                  | 2017 | Astro                         | Winter Dream                                | Yes    | No          | No       |
| "Dreams Come True"                          | 2017 | Astro                         | Dream Part.01                               | Yes    | No          | No       |
| "Baby"                                      | 2017 | Astro                         | Dream Part.01                               | Yes    | No          | No       |
| "You Smile" (니가 웃잖아)                   | 2017 | Astro                         | Dream Part.01                               | Yes    | No          | No       |
| "Because It's You (너라서)                  | 2017 | Astro                         | Dream Part.01                               | Yes    | No          | No       |
| "Dream Night"                               | 2017 | Astro                         | Dream Part.01                               | Yes    | No          | No       |
| "I'll Be There"                             | 2017 | Astro                         | Dream Part.01                               | Yes    | No          | No       |
| "Lie" (다 거짓말)                           | 2017 | Astro                         | Dream Part.01                               | Yes    | No          | No       |
| "Every Minute"                              | 2017 | Astro                         | Dream Part.01                               | Yes    | No          | No       |
| "With You"                                  | 2017 | Astro                         | Dream Part.02                               | Yes    | No          | No       |
| "Crazy Sexy Cool" (니가 불어와)             | 2017 | Astro                         | Dream Part.02                               | Yes    | No          | No       |
| "Butterfly"                                 | 2017 | Astro                         | Dream Part.02                               | Yes    | No          | No       |
| "Better With You" (어느새 우린)             | 2017 | Astro                         | Dream Part.02                               | Yes    | No          | No       |
| "Call Out"                                  | 2018 | Astro                         | Rise Up                                     | Yes    | No          | No       |
| "Real Love"                                 | 2018 | Astro                         | Rise Up                                     | Yes    | No          | No       |
| "All I Want"                                | 2018 | Astro, Hello Venus, Weki Meki | FM201.8-11HZ                                | Yes    | No          | No       |
| "Star"                                      | 2018 | Chawoo, Rocky                 | FM201.8-11HZ                                | Yes    | No          | No       |
| "Merry-Go-Round" (Christmas Edition)        | 2018 | Astro                         | Merry-Go-Round (Christmas Edition)          | Yes    | No          | No       |
| "Starry Sky"                                | 2019 | Astro                         | All Light                                   | Yes    | No          | No       |
| "All Night" (전화해)                        | 2019 | Astro                         | All Light                                   | Yes    | No          | No       |
| "Moonwalk"                                  | 2019 | Astro                         | All Light                                   | Yes    | No          | No       |
| "Treasure"                                  | 2019 | Astro                         | All Light                                   | Yes    | No          | No       |
| "1 In A Million"                            | 2019 | Astro                         | All Light                                   | Yes    | No          | No       |
| "Love Wheel"                                | 2019 | Astro                         | All Light                                   | Yes    | No          | No       |
| "Heart Brew Love"                           | 2019 | Astro                         | All Light                                   | Yes    | No          | No       |
| "Merry-Go-Round"                            | 2019 | Astro                         | All Light                                   | Yes    | No          | No       |
| "Bloom" (피어나)                            | 2019 | Astro                         | All Light                                   | Yes    | No          | No       |
| "Have A Good Day" (좋은 하루 되세요)        | 2019 | Rocky                         | ASTRO the 2nd ASTROAD to Seoul [STAR LIGHT] | Yes    | Yes         | No       |
| "Blue Flame"                                | 2019 | Astro                         | Blue Flame                                  | Yes    | No          | No       |
| "All About You" {다야}                      | 2019 | Astro                         | Blue Flame                                  | Yes    | No          | No       |
| "When The Wind Blows" (찬바람 불 때면)      | 2019 | Astro                         | Blue Flame                                  | Yes    | Yes         | No       |
| "You're My World"                           | 2019 | Astro                         | Blue Flame                                  | Yes    | No          | No       |
| "One & Only"                                | 2020 | Astro                         | Gateway                                     | Yes    | Yes         | No       |
| "Knock" (널 찾아가)                         | 2020 | Astro                         | Gateway                                     | Yes    | No          | No       |
| "When You Call My Name" (내 이름을 부를 때) | 2020 | Astro                         | Gateway                                     | Yes    | No          | No       |
| "Somebody Like"                             | 2020 | Astro                         | Gateway                                     | Yes    | No          | No       |
| "We Still"                                  | 2020 | Astro                         | Gateway                                     | Yes    | No          | No       |
| "12 Hours" (12시간)                         | 2020 | Astro                         | Gateway                                     | Yes    | No          | No       |
| "Lights On" (빛이 돼줄게)                   | 2020 | Astro                         | Gateway                                     | Yes    | No          | No       |
| "No, I Don't" (아니 그래)                   | 2020 | Astro                         |                                             | Yes    | Yes         | Yes      |
| "We Still (Be With U)"                      | 2020 | Astro                         |                                             | Yes    | No          | No       |
| "Dear My Universe"                          | 2021 | Astro                         | All Yours                                   | Yes    | No          | No       |
| "One"                                       | 2021 | Astro                         | All Yours                                   | Yes    | No          | No       |
| "SNS"                                       | 2021 | Astro                         | All Yours                                   | Yes    | No          | No       |
| "All Good"                                  | 2021 | Astro                         | All Yours                                   | Yes    | No          | No       |
| "All Stars"                                 | 2021 | Astro                         | All Yours                                   | Yes    | No          | No       |
| "Our Spring" (우리의 계절)                  | 2021 | Astro                         | All Yours                                   | Yes    | Yes         | Yes      |
| "Stardust"                                  | 2021 | Astro                         | All Yours                                   | Yes    | No          | No       |
| "Gemini" (별비)                             | 2021 | Astro                         | All Yours                                   | Yes    | No          | No       |
| "7days Tension" (텐션업)                    | 2021 | Weeekly                       |                                             | No     | Yes         | No       |

## Filmografía

### Series de televisión
| Año  | Título                | Compañía | Rol      | Notas |
| ---- | --------------------- | -------- | -------- | ----- |
| 2015 | Persevere, Goo Hae-Ra | Mnet     | Él mismo | Cameo |

### Series web
| Año  | Título                  | Compañía                         | Rol             | Notas                               |
| ---- | ----------------------- | -------------------------------- | --------------- | ----------------------------------- |
| 2015 | To be Continued         | MBC Every 1                      | Rocky           |                                     |
| 2016 | My Romantic Some Recipe | Naver TV Cast                    |                 | Cameo (Episode 6)                   |
| 2017 | Sweet Revenge           | Oksusu                           | Rocky           |                                     |
| 2019 | Soul Plate              | Naver TV Cast YouTube            | Angel Rumiel    |                                     |
| 2020 | Life Corp 2             | Lifetime YouTube                 | Rocky           |                                     |
| 2021 | Find me if you can      | Inssa oppa YouTube               | Choi Jeong-sang |                                     |
| 2021 | 청춘향전                | JWONDER Story (STEAM)            | Lee Mongryong   |                                     |
| 2022 | Broker rookie star      | PH Drama Original (KBS World TV) | Hwi Yeon        | Premio "Mejor Actor" Seoul Web Fest |

### Shows de televisión
| Año          | Título              | Compañía | Rol         | Notas           |
| ------------ | ------------------- | -------- | ----------- | --------------- |
| 2011         | Korea's Got Talent  | tvN      | Concursante |                 |
| 2016         | Hit the Stage       | Mnet     | Concursante | Episode 5–6     |
| 2018         | Dance War           | 1theK    | Concursante |                 |
| 2020–present | Idol Coming to Work | Sohu TV  | Anfitrión   |                 |
| 2021         | King of Mask Singer | MBC      | Concursante | Episode 305-306 |